# Ted Gärdestad
Ted Arnbjörn Gärdestad (Sollentuna, 18 febbraio 1956 – Sollentuna, 22 giugno 1997) è stato un cantante svedese.
Ha rappresentato la Svezia all'Eurovision Song Contest 1979 con la canzone Satellit.
Si è suicidato nel 1997 all'età di 41 anni.

## Discografia parziale
Album
- 1972 - Undringar
- 1973 - Ted
- 1974 - Upptåg
- 1976 - Franska Kort
- 1978 - Blue Virgin Isles
- 1980 - I'd Rather Write a Symphony
- 1981 - Stormvarning
- 1981 - Caramba
- 1994 - Äntligen På Väg